# EuropaCorp Distribution
Pour les articles homonymes, voir Europa.
EuropaCorp Distribution est une société anonyme (SA) par actions simplifiée à associé unique, au capital de 324 100 euros, propriété à 100 % d'EuropaCorp, créée en 2001.

## Historique
Créée un an après que la société Leeloo Productions a pris le nom d'EuropaCorp,, elle est la branche distribution du même groupe.
Un des premiers films distribués par EuropaCorp Distribution fut Yamakasi d'Ariel Zeitoun et Julien Seri en 2001 dans les cinémas français. La société rencontra assez vite le succès, puisque ce film cumula 2 471 426 entrées au Box-office Français.
Le Baiser mortel du dragon, sorti en 2002 en France, cumula à travers le monde 12 183 035 entrées, en plus des 1 101 092 entrées dans les salles françaises.
Des grands succès populaires ont eu lieu en France : Taxi 3 (6 151 691 entrées en 2003), Arthur et les Minimoys (6 396 989 entrées en 2006) et Les Petits Mouchoirs (5 457 251 entrées en 2010).
La société est chargée de la distribution mondiale du film Taken en 2008 et 2009, qui fera 31 328 574 entrées hors de France.
En décembre 2018, Europacorp annonce la cessation de son activité de distributeur. À la suite de difficultés financières, la société souhaite ainsi se concentrer sur son activité de production. Ainsi, certains films sont repris par d'autres sociétés, comme Nous finirons ensemble de Guillaume Canet, finalement distribué par Pathé Distribution.
Le 13 mai 2019 elle fait l'objet d'une procédure de sauvegarde comme sa société mère.

## Filmographie
N.B. : cette liste comprend les films qui ont été distribués ou qui vont être distribués par EuropaCorp Distribution dans les salles françaises, classés par leurs années de début d'exploitation.

### De 2001 à 2009
- 2001 : Yamakasi, d'Ariel Zeitoun et Julien Seri
- 2001 : 15 août, de Patrick Alessandrin
- 2001 : Antitrust, de Peter Howitt
- 2001 : Divine mais dangereuse, d'Harald Zwart
- 2001 : Péché Originel, de Michael Cristofer
- 2002 : La Turbulence des fluides, de Manon Briand
- 2002 : Le Transporteur, de Louis Leterrier
- 2002 : Peau d'ange, de Vincent Pérez
- 2002 : Wasabi, de Gérard Krawczyk
- 2002 : Le Baiser mortel du dragon, de Chris Nahon
- 2003 : Bangkok Dangerous, d'Oxide et Danny Pang
- 2003 : Rire et Châtiment, d'Isabelle Doval
- 2003 : The Eye, d'Oxide et Danny Pang
- 2003 : Fanfan la Tulipe, de Gérard Krawczyk
- 2003 : Blanche, de Bernie Bonvoisin
- 2003 : Zéro un, de Jeanne Biras (8 réalisateurs)
- 2003 : Michel Vaillant, de Louis-Pascal Couvelaire
- 2003 : La Felicita, le bonheur ne coûte rien, de Mimmo Calopresti
- 2003 : L'Enfant au violon, de Chen Kaige
- 2003 : Moi César, 10 ans ½, 1m39, de Richard Berry
- 2003 : Tristan, de Philippe Harel
- 2003 : Les Côtelettes, de Bertrand Blier
- 2003 : Haute tension, d'Alexandre Aja
- 2003 : La Couleur du mensonge, de Robert Benton
- 2003 : Taxi 3, de Gérard Krawczyk
- 2004 : Ong Bak, de Prachya Pinkaew
- 2004 : Mensonges et trahisons et plus si affinités, de Laurent Tirard
- 2004 : Banlieue 13, de Pierre Morel
- 2004 : À ton image, d'Aruna Villiers
- 2004 : Les Rivières pourpres 2, d'Olivier Dahan
- 2005 : À corps perdus, de Sergio Castellitto
- 2005 : Les Bouchers Verts, d'Anders Thomas Jensen
- 2005 : Danny the Dog, de Louis Leterrier
- 2005 : La Boîte noire, de Richard Berry
- 2005 : Ze Film, de Guy Jacques
- 2005 : Les Yeux clairs, de Jérôme Bonnell
- 2005 : Imposture, de Patrick Bouchitey
- 2005 : Trois Enterrements, de Tommy Lee Jones
- 2005 : Au suivant !, de Jeanne Biras
- 2005 : Le Transporteur 2 (The Transporter 2), de Louis Leterrier
- 2005 : Revolver, de Guy Ritchie
- 2005 : Bunker Paradise, de Stefan Liberski
- 2005 : Angel-A, de Luc Besson
- 2006 : Quand j'étais chanteur, de Xavier Giannoli
- 2006 : Dikkenek, d'Olivier Van Hoofstadt
- 2006 : Les Filles du botaniste, de Dai Sijie
- 2006 : Appelez-moi Kubrick, de Brian W. Cook
- 2006 : Cheeky, de David Thewlis
- 2006 : Citizen Dog, de Wisit Sasanatieng
- 2006 : Adam's apples, d'Anders Thomas Jensen
- 2006 : Ne le dis à personne, de Guillaume Canet
- 2006 : Arthur et les Minimoys, de Luc Besson
- 2007 : Hitman, de Xavier Gens
- 2007 : Love (et ses petits désastres), d’Alek Keshishian
- 2007 : Michou d'Auber, de Thomas Gilou
- 2007 : Zéro deux, de Thor Freudenthal (6 réalisateurs)
- 2007 : L'Invité, de Laurent Bouhnik
- 2007 : Le Dernier gang, de Ariel Zeitoun
- 2007 : Si j’étais toi, de Vincent Pérez
- 2008 : Coup de foudre à Rhode Island, de Peter Hedges
- 2008 : Soyez sympas, rembobinez, de Michel Gondry
- 2008 : Quatre Minutes (Vier Minuten), de Chris Kraus
- 2008 : W. : L'Improbable Président, d'Oliver Stone
- 2008 : August Rush, de Kirsten Sheridan
- 2008 : Les Hauts Murs, de Christian Faure
- 2008 : Un château en Espagne, d'Isabelle Doval
- 2008 : Sagan, de Diane Kurys
- 2008 : Go Fast, de Olivier Van Hoofstadt
- 2008 : Frontière(s), de Xavier Gens
- 2008 : Taken, de Pierre Morel
- 2008 : G.A.L., de Michel Courtois
- 2008 : Being W - Dans la peau de George Bush, de Karl Zéro et Michel Royer
- 2008 : Le Transporteur 3, d'Olivier Megaton
- 2009 : Little New York, de James DeMonaco
- 2009 : Miss Pettigrew Lives for a Day, de Bharat Nalluri
- 2009 : Charleston & Vendetta, d'Uros Stojanovic
- 2009 : Villa Amalia, de Benoît Jacquot
- 2009 : Ong-Bak 2 de Tony Jaa
- 2009 : The cove - La baie de la honte de Louie Psihoyos
- 2009 : Plus tard tu comprendras, d'Amos Gitaï
- 2009 : Le Missionnaire, de Roger Delattre
- 2009 : Le Concert, de Radu Mihaileanu
- 2009 : Rose et Noir, de Gérard Jugnot
- 2009 : Arthur et la Vengeance de Maltazard, de Luc Besson
- 2009 : À l'origine, de Xavier Giannoli
- 2009 : Envoyés très spéciaux, de Frédéric Auburtin
- 2009 : Human Zoo, de Rie Rasmussen
- 2009 : Home, de Yann Arthus-Bertrand

### Depuis 2010
- 2010 : From Paris with love, de Pierre Morel
- 2010 : Le Siffleur, de Philippe Lefebvre
- 2010 : Arthur et la Guerre des Deux Mondes, de Luc Besson
- 2010 : Les Aventures extraordinaires d'Adèle Blanc-Sec, de Luc Besson
- 2010 : L'Homme qui voulait vivre sa vie, d'Éric Lartigau
- 2010 : Les Petits Mouchoirs, de Guillaume Canet
- 2010 : I Love You Phillip Morris, de Glenn Ficarra et John Requa
- 2010 : La Révélation, de Hans-Christian Schmid
- 2010 : L'Immortel, de Richard Berry
- 2010 : Un balcon sur la mer, de Nicole Garcia
- 2010 : Coursier, d'Hervé Renoh
- 2011 : Un monstre à Paris, de Bibo Bergeron
- 2011 : Colombiana, de Olivier Megaton
- 2011 : The Tree of Life, de Terrence Malick
- 2011 : The Lady, de Luc Besson
- 2011 : Au bistro du coin, de Charles Nemes
- 2011 : La Planque, d'Akim Isker
- 2011 : La Source des femmes, de Radu Mihaileanu
- 2011 : Un baiser papillon, de Karine Silla
- 2011 : Halal police d'État, de Rachid Dhibou
- 2012 : L'amour dure trois ans de Frédéric Beigbeder
- 2012 : Lock Out, de James Mather et Stephen St. Leger
- 2012 : Taken 2 d'Olivier Megaton
- 2012 : Operación E, de Miguel Courtois
- 2012 : L'Homme qui rit, de Jean-Pierre Améris
- 2013 : Pour une femme, de Diane Kurys
- 2013 : Un prince (presque) charmant, de Philippe Lellouche
- 2013 : Intersections, de David Marconi
- 2013 : 20 ans d'écart, de David Moreau
- 2013 : Les Petits Princes, de Vianney Lebasque
- 2013 : Les Invincibles, de Frédéric Berthe
- 2013 : Malavita, de Luc Besson
- 2013 : Angélique, d'Ariel Zeitoun
- 2013 : La Marche, de Nabil Ben Yadir
- 2014 : Jamais le premier soir, de Mélissa Drigeard
- 2014 : Jack et la mécanique du cœur, de Mathias Malzieu et Stéphane Berla
- 2014 : 3 Days to Kill, de McG
- 2014 : Brick Mansions, de Camille Delamarre
- 2015 : Taken 3, d'Olivier Megaton
- 2015 : Bis, de Dominique Farrugia
- 2015 : Le Transporteur : Héritage, de Camille Delamarre
- 2016 : Big Game, de Jalmari Helander
- 2016 : The Nice Guys, de Shane Black
- 2016 : Shut In, de Farren Blackburn
- 2016 : Ma vie de chat, de Barry Sonnenfeld
- 2016 : Le Fondateur (The Founder) de John Lee Hancock
- 2016 : Miss Sloane de John Madden
- 2017 : Braqueurs d'élite de Steven Quale
- 2017 : Bad Buzz de Stéphane Kazandjian
- 2018 : Taxi 5 de Franck Gastambide
- 2018 : Je vais mieux de Jean-Pierre Améris
- 2018 : Kursk de Thomas Vinterberg